# کوه کروزر
کوه کروزر (به انگلیسی: Mount Cruiser) یک قله و کوه در ایالات متحده آمریکا است که در شهرستان ماسون (واشینگتن) واقع شده‌است. کوه کروزر ۱٬۸۶۰٫۵۲ متر بالاتر از سطح دریا واقع شده‌است.